# Amauropelta ptarmica
Amauropelta ptarmica là một loài dương xỉ thuộc họ Thelypteridaceae. Loài này được mô tả khoa học đầu tiên năm 1868.